# Orimarga (Orimarga) parvipuncta
Orimarga (Orimarga) parvipuncta is een tweevleugelige uit de familie steltmuggen (Limoniidae). De soort komt voor in het Neotropisch gebied.